# Раката
Рака́та (индон. Pulau Rakata, Кракатау, Pulau Krakatau Besar) — вулканический остров в Зондском проливе Индонезии. Образовался в результате взрыва вулкана Кракатау в 1883 году. Наивысшая точка острова — одновременно наивысшая точка Кракатау, высотa 813 м над уровнем моря.

## Этимология
Поскольку слова «Раката» и «Кракатау» в Индонезийском языке являются одинаковыми, оба названия используются взаимозаменяемо, что приводит к путанице в языках, различающих эти два слова. В геологическом смысле Раката — это остров, а Кракатау — главный вулканический конус на этом острове. Но Кракатау также используется для вулканического сооружения в целом, включая все четыре острова (Кракатау, Анак-Кракатау, Сертунг и Раката-Кечил) архипелага Кракатау. До 1883 года (и во многих сообщениях об извержении) Раката называлась просто «вершиной (Кракатау)».

## Физические особенности
Раката — это вулканический конус с его северной стороной, являющейся вертикальной скалой, обнажающей большую часть его эруптивной истории. Насчитано более 25 экструзионных дамб; самая большая в центре проходит от уровня моря до 320 метров над уровнем моря и заканчивается большой (около 6 метров в диаметре) выпуклой формой. Неизвестно, действительно ли они связаны по происхождению или просто совпадают.

## Извержение 1883
Раката, по-видимому, сыграл сравнительно незначительную роль в извержении Кракатау в 1883 году. Некоторые сообщения указывают на то, что он начал извергаться в конце июля, по сравнению с Пербоеватаном, начавшимся в мае, и Дананом в июне. (Фюрно упоминает о неподтверждённом сообщении, что пик обрушился где-то в июле.) Все эруптивные центры Кракатау имеют общий источник, то есть это разные жерла одного вулкана. Карта, составленная капитаном А. Ферзанеер из своего визита 11 августа не обнаружил никаких эруптивных «очагов» со стороны Ракаты или её склонов (хотя есть несколько из южной части Данана), но он не смог исследовать Южную или западную части острова из-за облака пепла, дующего в этом направлении.
В своём описании катастрофы Rogier Verbeek показывает, что северная половина Ракаты была разрушена вместе с центральной частью острова во время самого крупного взрыва, который произошёл в 10:02 утра 27 августа. Вербик предположил, что в отличие от Данана и Пербоеватана Раката не находилась непосредственно над магматической камерой, а была соединена только трещиной, которая лежала вдоль линии разлома[кальдеры]. Однако осмотр скалы с воздуха указывает на две дуги, вторая из которых, по-видимому, связана с более поздними (после 1883 г.) оползнями неустойчивого материала скалы.
В съёмках, сделанных через несколько месяцев после катастрофы, высота Ракаты указана как 830 м, по сравнению с 820 м до этого, однако это может быть связано с неточностью более ранних съёмок. Вербик сообщает, что расщелина была примерно на старой вершине. Остатки Ракаты довольно значительно увеличились в площади из-за падения пемзы. Однако большая часть увеличенной площади (в основном к западу и юго-востоку) была смыта волнами в течение нескольких лет.
Из-за тяжести извержения, оставившего очень мало живой флоры и фауны, Раката была использована в качестве современного исследования по биологической колонизации островов.

## Недавняя деятельность
Нет никаких датированных сообщений об извержениях Ракаты со времени извержения Кракатау в 1883 году, хотя предварительные датировки были сделаны на основе датировки отложений пеплая.
Последующая деятельность Кракатау, по-видимому, ограничивается областью, которая находилась между Дананом и Пербоветаном, где возник Анак-Кракатау, начиная с 1927 года. Сам Раката является потухшим, поскольку его магматическая камера практически уничтожена.